# Carmen Dillon
Carmen Dillon (Hendon, 25 ottobre 1908 – Hove, 12 aprile 2000) è stata una scenografa britannica.
È stata la prima donna a vincere un premio Oscar alla migliore scenografia, per il film Amleto (1948) di Laurence Olivier.

## Biografia
Sesta di sei fratelli e sorelle, Carmen Dillon ricevette una formazione cattolica e venne incoraggiata dai genitori a seguire i propri interessi per l'architettura con gli studi all'Architectural Association School of Architecture. Proprio in questo periodo conobbe diversi scenografi, tra cui Vincent Korda e Alfred Junge, e da qui iniziò ad appassionarsi e avvicinarsi al mondo del cinema a partire da film di basso budget.
Nonostante la difficoltà incontrata in quanto una delle prime donne in questo ruolo, come raccontato dalla stessa che ricorda frasi su di lei come "Quella maledetta Carmen Dillon sta togliendo il posto ad un uomo!", iniziò a lavorare per un film di maggiore valore, come assistente dello scenografo Ralph Brinton, con The Mikado (1939).
La carriera della Dillon, che nasceva con i film inglesi filmati negli interni delle abitazioni, ricostruite con cura e realismo negli studi cinematografici, venne poi segnata dall'evoluzione del cinema che portò allo spostamento verso set aperti e all'affermazione del colore.

## Filmografia parziale
- Enrico V (1944)
- Amleto (1948)
- Addio Mr. Harris (1951)
- Robin Hood e i compagni della foresta (1952)
- Riccardo III (1955)
- Criminali sull'asfalto (1956)
- Accadde un'estate (1965)
- Messaggero d'amore (1971)
- Peccato d'amore (1972)